# Lista Real de Karnak

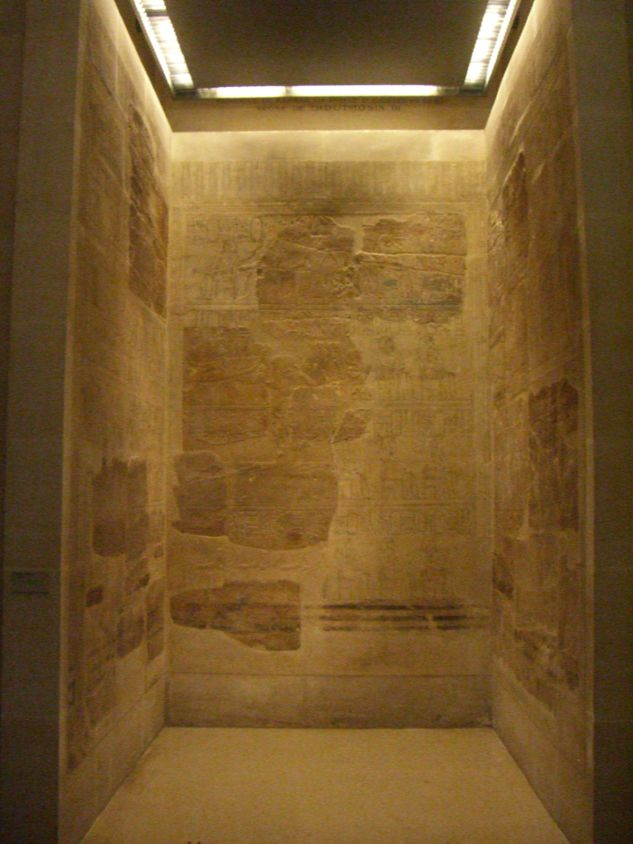
La Sala de los antepasados con la "Lista real de Karnak" expuesta en el Louvre.

La lista real de Karnak fue esculpida en el templo de Amón en Karnak, y se encuentra actualmente en una sala del Museo del Louvre. 
Contiene una lista de faraones ordenada cronológicamente. Originalmente mostraba 61 cartuchos de los que pueden leerse cincuenta, que van desde Neferkara hasta Tutmosis III. Se omiten la dinastía XIV y los mandatarios hicsos. De las dinastías XIII, XV y XVI solo se mencionan unos treinta y cinco faraones en total. Su importancia estriba en ser uno de los escasos documentos conocidos que menciona los nombres de algunos reyes del Segundo periodo intermedio de Egipto –otro es el Canon Real de Turín. 
Estaba grabada en una pequeña cámara del Ajmenu, en el templo de Amón, la llamada Sala de los antepasados: Tutmosis III aparece entregando ofrendas a sus predecesores, los 61 reyes nombrados.
Esta cámara fue descubierta en el siglo XIX. En 1843, Prisse d’Avennes desmontó y robó los bloques, sobornó al gobernador de Esna y los llevó de contrabando a París. En el templo de Karnak han sido sustituidos por una copia bastante fidedigna. 